# Vitor Benedito Leque da Silva
Vitor Benedito Leque da Silva (nacido el 19 de enero de 2001), conocido como Vitor Leque, es un futbolista brasileño que juega como delantero del Cruzeiro, cedido por el Atlético Goianiense.

## Trayectoria
Nacido en Cuiabá, Mato Grosso, Vitor Leque se incorporó al equipo juvenil del Atlético Goianiense en 2020, luego de representar al Internacional, São Luís-GO y Betis. Debutó en el primer equipo el 8 de marzo de ese año, entrando como un suplente en la segunda mitad por Matheus Vargas en la victoria a domicilio del Campeonato Goiano por 1-0 contra el Goiânia.
En 2020, Vitor Leque renovó su contrato hasta 2025. Hizo su debut en el Série A el 20 de enero de 2021, reemplazando a Wellington Rato y anotando el tercero de su equipo en una victoria a domicilio por 3-1. sobre Botafogo.
El 23 de marzo de 2021, Vitor Leque se incorporó al Cruzeiro cedido hasta final de año, inicialmente para la selección sub-20.

### Estadísticas
Actualizado el 13 de octubre de 2021. 
| Club                | Temporada | Liga     | Liga | Liga  | Liga Estatal | Liga Estatal | Copa | Copa  | Continental | Continental | Otros | Otros | Total | Total |
| Club                | Temporada | División | PJ   | Goles | PJ           | Goles        | PJ   | Goles | PJ          | Goles       | PJ    | Goles | PJ    | Goles |
| ------------------- | --------- | -------- | ---- | ----- | ------------ | ------------ | ---- | ----- | ----------- | ----------- | ----- | ----- | ----- | ----- |
| Atlético Goianiense | 2020      | Série A  | 8    | 2     | 5            | 0            | 0    | 0     | —           | —           | 3     | 1     | 16    | 3     |
| Cruzeiro (Cedido)   | 2021      | Série B  | 5    | 1     | 0            | 0            | 0    | 0     | —           | —           | —     | —     | 5     | 1     |
| Total               | Total     | Total    | 13   | 3     | 5            | 0            | 0    | 0     | 0           | 0           | 3     | 1     | 21    | 4     |

1. ↑  Copa Verde